# Ten Bloody Marys and Ten How's Your Fathers
Albums de Elvis Costello
Taking Liberties
(1980) Trust
(1981)
Ten Bloody Marys and Ten How's Your Fathers est une compilation britannique d'Elvis Costello and the Attractions constituée de chansons inédites en albums. Elle est essentiellement constituée de faces B de singles, bien qu'il y ait également deux chansons inédites. Elle n'est sortie qu'au Royaume-Uni et la liste des pistes est presque identique à celle de Taking Liberties.

## Liste des pistes
| No  | Titre | Auteur                       | Durée |
| --- | --- | ---------------------------- | ----- |
| 1.  | Clean Money [Previously Unreleased]                                                                           | Elvis Costello               | 1:57  |
| 2.  | Girls Talk [B-side of "I Can't Stand Up for Falling Down", 1980]                                              | Costello                     | 1:56  |
| 3.  | Talking in the Dark [A-side, 1978]                                                                            | Costello                     | 1:56  |
| 4.  | Radio Sweetheart [B-side of "Less Than Zero", 1977]                                                           | Costello                     | 2:24  |
| 5.  | Big Tears [B-side of "Pump It Up", 1978]                                                                      | Costello                     | 3:10  |
| 6.  | Crawling to the USA [from Soundtrack to Americathon, 1979]                                                    | Costello                     | 2:52  |
| 7.  | Just a Memory [B-side of "New Amsterdam", 1980]                                                               | Costello                     | 2:14  |
| 8.  | Watching the Detectives [A-side, 1977]                                                                        | Costello                     | 3:43  |
| 9.  | Stranger in the House [A-side, 1978]                                                                          | Costello                     | 3:01  |
| 10. | Clowntime is Over (Version 2) [B-side of "High Fidelity", 1980]                                               | Costello                     | 3:44  |
| 11. | Getting Mighty Crowded [B-side of "High Fidelity", 1980]                                                      | Van McCoy                    | 2:05  |
| 12. | Hoover Factory [Previously Unreleased]                                                                        | Costello                     | 1:43  |
| 13. | Tiny Steps [B-side of "Radio, Radio", 1978]                                                                   | Costello                     | 2:42  |
| 14. | (What's So Funny 'Bout) Peace, Love, and Understanding [B-side to Nick Lowe's single "American Squirm", 1979] | Nick Lowe                    | 3:31  |
| 15. | Dr Luther's Assistant [B-side of "New Amsterdam", 1980]                                                       | Costello                     | 3:28  |
| 16. | Radio, Radio [A-side, 1978]                                                                                   | Costello                     | 3:04  |
| 17. | Black and White World (Demo Version) [Previously Unreleased]                                                  | Costello                     | 1:51  |
| 18. | Wednesday Week [B-side of "Talking in the Dark", 1978]                                                        | Costello                     | 2:02  |
| 19. | My Funny Valentine [B-side of "Oliver's Army", 1979]                                                          | Richard Rodgers, Lorenz Hart | 1:25  |
| 20. | Ghost Train [B-side of "New Amsterdam", 1980]                                                                 | Costello                     | 3:05  |